# Mario J. Molina

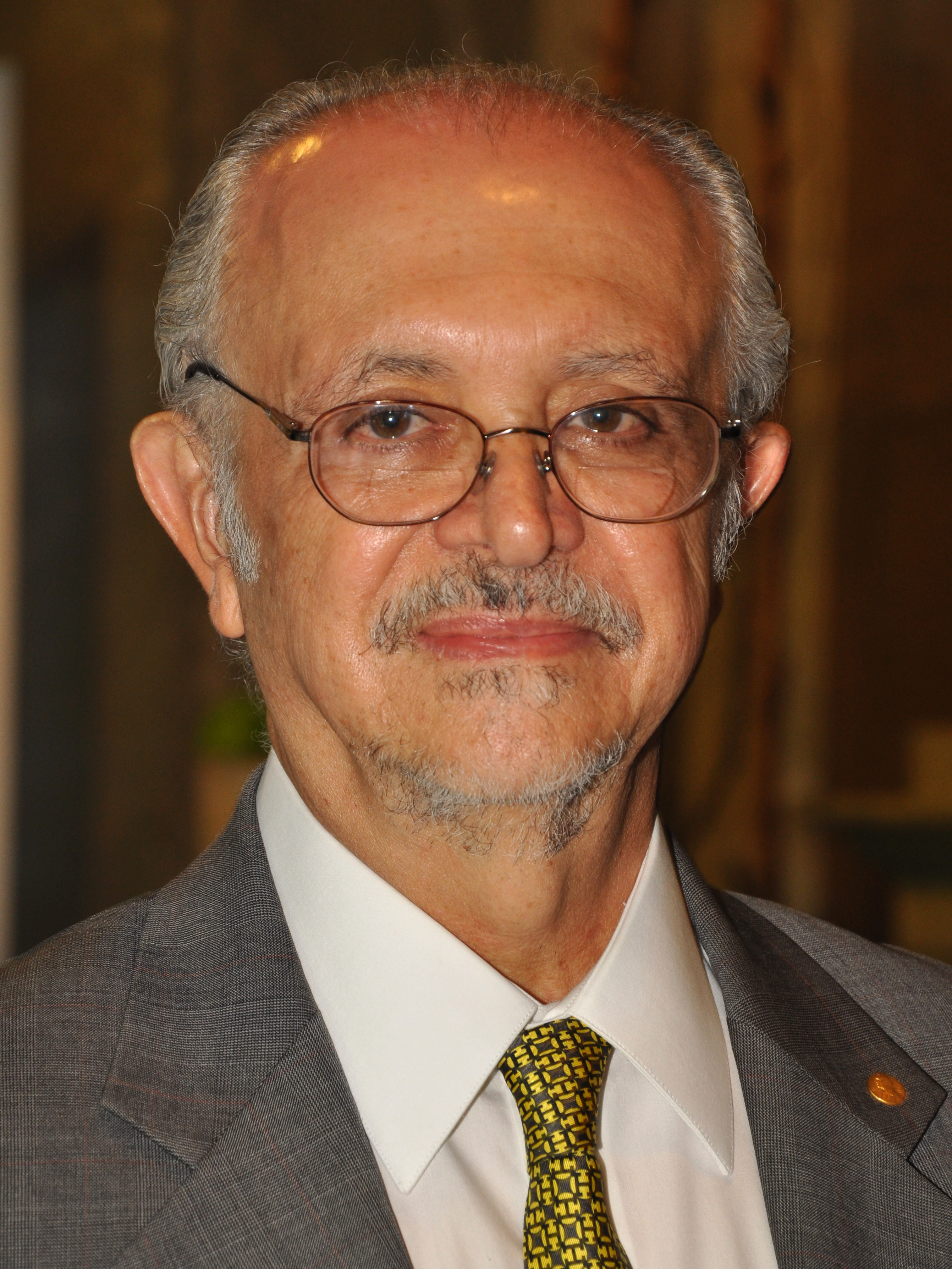
Mario J. Molina (2011)

Mario José Molina (* 19. März 1943 in Mexiko-Stadt; † 7. Oktober 2020 ebenda) war ein mexikanischer Physikochemiker. Er erhielt 1995 zusammen mit dem Chemiker Frank Sherwood Rowland und dem Meteorologen Paul J. Crutzen den Nobelpreis für Chemie für die Erforschung der Zerstörung der Ozonschicht.
Molina und Rowland entdeckten, dass einige industrielle Gase die Ozonschicht zerstören. Als in den 1980er Jahren eine Region stratosphärischer Ozonabreicherung, das „Ozonloch“ über der Antarktis, entdeckt wurde, wurden ihre Forschungsergebnisse weltweit debattiert und der Ausstoß von Fluorchlorkohlenwasserstoffen letztlich im späten 20. Jahrhundert erheblich eingeschränkt.

## Leben
Mario Molina wurde in Mexiko-Stadt als Sohn von Roberto Molina Pasquel, einem Rechtsanwalt und Richter, der später als Botschafter in Äthiopien, Australien und auf den Philippinen tätig war, und dessen Ehefrau Leonor Henríquez geboren. Molina studierte nach seinem Abschluss am Institut auf dem Rosenberg in St. Gallen Industriechemie an der Universidad Nacional Autónoma de México in Mexiko-Stadt und an der Universität Freiburg im Breisgau (Diplom 1967). Er setzte seine Ausbildung an der University of California, Berkeley fort, wo er 1972 bei George C. Pimentel mit der Arbeit Vibrational Populations Through Chemical Laser Studies: Theoretical and Experimental Extensions of the Equal-gain Technique promoviert wurde.
Daraufhin war er als Post-Doc bei F. Sherwood Rowland an der University of California, Irvine tätig und war Hauptautor des Aufsatzes über die Zerstörung der Ozonschicht, den die beiden 1974 in der Zeitschrift Nature veröffentlichten.
Zwischen 1974 und 2004 hatte Molina verschiedene Lehr- und Forschungsaufträge an der University of California, Irvine, an der Universidad Nacional Autónoma de México, am Jet Propulsion Laboratory (Düsenantriebslabor) des California Institute of Technology in Pasadena (Kalifornien) und am Massachusetts Institute of Technology in Cambridge (Massachusetts) inne. Seit Juli 2004 war er in der Abteilung für Chemie und Biochemie der University of California, San Diego, und am Zentrum für die Erforschung der Atmosphäre der Scripps Institution of Oceanography tätig.
1976 erhielt Molina ein Forschungsstipendium der Alfred P. Sloan Foundation (Sloan Research Fellowship). 1993 wurde er in die National Academy of Sciences gewählt. Mit Paul Crutzen gemeinsam erhielt er 1994 den Max-Planck-Forschungspreis, 1998 wurde er Fellow der American Physical Society und 2001 der American Association for the Advancement of Science. 2003 erhielt er einen Heinz Award, 2004 den Volvo Environment Prize, 2013 die Freiheitsmedaille und 2014 den Champions of Earth Award.
Ab 2007 war er gewähltes Mitglied der American Philosophical Society und war Mitglied der Päpstlichen Akademie der Wissenschaften.
Er starb 2020 im Alter von 77 Jahren an einem Herzinfarkt.

## Ehrungen
Am 19. März 2023, anlässlich seines 80. Geburtstags, wurde ihm ein Google Doodle gewidmet. Aus dem ersten ‚O‘ wurde die chemische Formel ‚O3‘ für Ozon, aus dem zweiten die gelbe Sonnenscheibe mit Strahlenkranz. Der Schriftzug überwölbt die Erde, von der aus eine Spraydose und ein Kühlschrank Gase entlassen, die eine stilisierte Ozonschicht an mehreren Stellen zersetzen.

## Veröffentlichungen (Auswahl)
- mit F. S. Rowland: Stratospheric sink for chlorofluoromethanes: chlorine atom-catalysed destruction of ozone. In: Nature. Band 249, Nr. 5460, 1974, S. 810–812, doi:10.1038/249810a0.
- 2002: mit Luisa T. Molina: Airquality in the Mexico Megacity: An Integrated Assessment. Kluwert Academic Publications, Dordrecht/Boston, ISBN 1-4020-0452-4.